# Лари Силвърстийн
Лари А. Силвърстийн (р. 1931 г. в Бруклин) е американски милиардер, инвеститор и строителен предприемач в Ню Йорк.
Силвърстийн основава заедно с баща си компанията Silverstein properties. През 1977 г. се разделя от съдружника си Бърнард Мендик и купува голям брой офис сгради в Манхатън. През 1980 г. печели търга за построяване на сградата Световен търговски център 7, на север от Кулите близнаци на Световния търговски център. Подписва договор за наемане на Кулите близнаци от Пристанищните власти на Ню Йорк и Ню Джърси за срок от 99 г. на 24 юли 2001 г. и ги застрахова заедно със СТЦ 4 и 5 за $3,55 млрд. за всяко едно събитие. Седмици след това Кулите са разрушени при терористичните атентати от 11 септември 2001 г.
След атентатите Силвърстийн подава иск по $3,55 млрд. за всяко събитие от застрахователите (общо 24 компании), твърдейки, че става дума за 2 отделни атаки. През 2004 г. застрахователите се съгласяват да му платят $4,55 млрд. Силвърстийн постига споразумение за строеж със собственика на терена, Пристанищните власти на Ню Йорк и Ню Джърси. Според споразумението небостъргачът, който ще замени Кулите близаници, Кулата на свободата ще е притежание на властите, а Силвърстийн запазва право да построи 3 по-малки небостъргача: (150 Greenwich Street (СТЦ 4), 175 Greenwich Street (СТЦ 3) и 200 Greenwich Street (СТЦ 2)).
От 1989 г. в продължение на 10 години Силвърстийн се опитва да установи зона за свободна търговия в Негев, Израел, но проектът се проваля. Силвърстийн е (или е бил) приятел на бившите премиери на Израел Ицхак Рабин, Ариел Шарон, Бенямин Нетаняху и Ехуд Барак и е един от най-големите дарители на сенатора от Ню Йорк Хилари Клинтън. 